# Tupe
Tupe es una tribu perteneciente a la familia lingüística Caribe, situada al norte del actual departamento del Cesar, Colombia, desde la comarca de El Rincón y Los Tupes (actualmente municipio de San Diego) hasta Becerril y Curumaní y en la Sierra Negra de Villanueva de la Serranía del Perijá.
Las crónicas de la Conquista hasta bien entrada la época republicana son abundantes en datos sobre levantamientos, emboscadas, ataques sorpresivos a poblaciones y hatos, e incursiones urgentes de las autoridades para la protección de los colonos, dado el carácter belicoso de la tribu.
En los años siguientes a su fundación, Valledupar fue objeto de ataques y saqueos y hasta hubo gobiernos indígenas como consecuencia de la alianza de chimilas y tupes para estos propósitos. El 7 de marzo de 1609, Valledupar fue nuevamente sitiada por los Tupes y Chimilas y destruida por incendios. Los indígenas atacaron porque dos de sus mujeres fueron raptadas por españoles y que tras una petición pacífica, no fueron devueltas, lo que desató la ira de la tribu. Igual situación ocurrió con la vecina Valencia de Jesús (Pueblo Nuevo) en el que el resultado de los ataques dejó 6 muertos. Hacia 1609 el entonces alcalde de Valledupar, Capitán Cristóbal de Almonacid, capturó al Cacique Perigallo, líder de la resistencia indígena Chimila y Tupe. Muchos de los indígenas terminaron entregándose al sistema de la encomienda que operaba en El Molino, Chiriaimo y Los Tupes (San Diego), entonces parte de la jurisdicción de Valledupar. Además de las guerras entre españoles e indígenas, las epidemias como la gripe y viruela acabaron con gran parte de la población.
Los tupes, impropiamente llamados motilones (como la tribu Barí asentada en las selvas del Catatumbo), también eran conocidos como orejones, cayares, chaqués, macoitas, irocas tomocos y acanayutos.
Estudios étnico-antropológicos tienden a demostrar que los yukpa o yucos de Perijá son los sobrevivientes de la nación Tupe.